# Ognie są jeszcze żywe
Ognie są jeszcze żywe – polsko-japoński melodramat z 1976 roku w reżyserii Nobito Abe.

## Fabuła
W Hiroszimie na chorobę popromienną umiera młody człowiek. Jego rodzice zginęli podczas wybuchu bomby atomowej na Hiroszimę. Jego młodszy brat Takao nie odczuwa skutków choroby. Tak samo było z Nobito, który ukończył medycynę i podróżował po świecie. Lekarze nie mają wątpliwości: Nobito zostało kilka godzin życia. Wspomina czas, kiedy był na stypendium w Paryżu. Tam poznał Krystynę, w której zakochał się. Po pewnym czasie informuje go, że jest z nim w ciąży. Ten czuje się przerażony i wystraszony, co partnerka uznaje za brak odpowiedzialności. Rozstają się.

## Obsada
- Jiro Kawarazaki - Nobito
- Bożena Dykiel - Krystyna
- Yukiko Takabayashi - Shinobu
- Lucyna Winnicka - dr Wanda Połtawska
- Ryohei Uchida - Takao

## Produkcja
Zdjęcia kręcono w następujących lokacjach: Paryż (cmentarz Père-Lachaise, okolice bazyliki Sacré-Cœur, Pola Elizejskie), Kraków (Wawel, Rynek Główny, Collegium Maius), Oświęcim, Warszawa (Rynek Starego Miasta), Hiroszima.